# سعيد باي
سعيد باي (مواليد 10 مايو 1970) هو ممثل مغربي، يُعتبر واحدًا من أكثر الممثلين ظهورًا على الشاشة، حيث شارك في عدة أفلام ومسلسلات مغربية مثل علال القلدة والزيرو ومسلسل مقطوع من شجرة.

## مسيرته
حصل سعيد باي على دبلوم الفن الدرامي من المعهد العالي للتنشيط الثقافي والمسرحي بالرباط سنة 1995، قبل أن يشتغل في عدة أعمال فنية في مجالات المسرح والسينما، منها بعض الأعمال التي عُرِضت في مهرجانات دولية بكل من إسبانيا وتونس ولبنان ومصر والسويد وبلجيكا. وقد حاز سعيد باي على جائزة المهر العربي من مهرجان دبي السينمائي الدولي سنة 2009 عن دوره في فيلم الرجل الذي باع العالم المقتبس عن رواية للأديب الروسي فيودور دوستويفسكي.

## أعماله

### مسلسلات
- لالة فاطمة 3 2003
- لاباس والو باس 2005
- ماريا نصار 2006
- القضية 2006 - 2007
- لبريكاد 2007
- الكيشي 2009
- المجدوب 2009
- ياك حنا جيران 2010
- الحياني 2012
- زينة 2014
- دار الغزلان 2015
- مقطوع من شجرة 2015
- لوبيرج 2016
- اليتيمة 2017
- قلوب تائهة 2018
- عين الحق 2018
- ديسك حياتي 2018
- الصفحة الأولى 2018
- دايزو القوام 2021
- ولاد المرسى 2021
- البيوت أسرار 2021
- مول المليح 2022
- إيلا ضاق الحال 2023
- الفاميلا 2024
- حياة خاصة 2024
- فوق السلك 2024

### أفلام
- ولد الحمرية 2001
- رأس العين 2001
- أمواج البر 2001
- علال القلدة 2003
- المهمة 2003
- ماجدة 2004
- ليالي بيضاء 2004
- كاتب تحت الطلب 2004
- طلب عمل 2005
- الطريق الصحيح 2005
- انكسار 2006
- ريح البحر 2007
- مياه سوداء 2007
- التوائم 2007
- اكس شمكار 2008
- شمس الليل 2009
- الدم المغدور 2009
- الرجل الذي باع العالم 2009
- الضحايا 2009
- ألو 15 2010
- أولاد البلاد 2010
- نساء في المرايا 2011
- الزيرو 2012
- الطريق إلى كابول 2012
- شقة رقم 9 2013
- مرفأ الحب و الغضب 2013
- مسك الليل 2014
- حب و غضب 2014
- الكماط 2014
- الشعيبية 2015
- المسيرة الخضراء 2016
- طفح الكيل 2018

## روابط خارجية
- سعيد باي على موقع IMDb (الإنجليزية)
- سعيد باي على موقع ألو سيني (الفرنسية)
- سعيد باي على موقع قاعدة بيانات الفيلم (الإنجليزية)